# Hexapopha reimoseri
Hexapopha reimoseri là một loài nhện thuộc họ Oonopidae.
Loài này thuộc chi Hexapopha. Hexapopha reimoseri được Jean-Louis Fage miêu tả năm 1938.